# 지상의 별처럼
지상의 별처럼(तारे ज़मीन पर; Tārē zamīn par)은 2007년 개봉한 인도의 드라마 영화이다.

## 줄거리
이샨 아와스티는 모든 사람이 학습을 싫어한다고 가정하고 얕잡아보지만 학교를 따라가는 데 어려움을 겪는 8세 소년이다. 그의 상상력, 창의성, 예술과 그림에 대한 재능은 종종 무시된다. 그의 아버지 난디키쇼어는 아들이 탁월하기를 기대하는 성공적인 임원이고 그의 어머니 마야는 이샨을 교육할 능력이 없어 좌절하는 주부이다. 이샨의 형인 요한은 이샨의 그림자가 남아있는 모범생이다. 어느 날 이샨과 그의 부모는 이샨의 수업 실패에 대해 논의하기 위해 이샨의 교장에 의해 호출된다. 이샨의 실패와 개선 부족에 지친 난디키쇼어는 이샨을 기숙 학교에 보낸다. 그곳에서 혼자 그는 공포, 불안, 우울의 상태에 빠르게 빠져들고 그곳의 교사들과 그들의 엄격하고 학대적인 체제에 의해 악화될 뿐이다. 그의 유일한 친구는 최고의 학생 중 한 명이며 그의 아버지가 학교 이사회의 일원이기 때문에 그곳에서 가족과 함께 거주하는 신체 장애 소년 라잔 도모다란이다. 이샨은 어느 날 자살을 생각하지만 라잔은 그를 막는다.
발달 장애가 있는 어린 아이들을 위한 튤립 학교의 명랑하고 낙관적인 강사인 람 샨카르 니쿰이 같은 날 기숙 학교의 교수진에 합류하여 학교의 전 미술 교사였던 권위주의자 미스터 홀카르(Mr. Holkar)를 대신한다. 람의 교육 스타일은 홀카르의 교육 스타일과 현저하게 다르며 수업 중에 아무것도 그리지 못한 날 이샨의 불행을 재빨리 지적한다. 그는 이샨의 작업을 검토하고 그의 학문적 결점이 난독증을 나타내는 것이라고 결론을 내린다. 그런 다음 람은 뭄바이에 있는 이샨의 집을 방문하여 예술에 대한 이샨의 숨겨진 관심을 발견하고 놀랐다. 당황한 그는 이샨이 난독증으로 인해 문자와 단어를 이해하는 데 극도로 어려움을 겪고 있으며 운동 능력이 좋지 않아 스포츠 기술이 부족한 이유를 마야와 요한에게 보여준다. 난디키쇼어는 이를 지적 장애라고 표시하고 게으름이라고 일축한다.
학교로 돌아가서 람은 유명한 난독증 환자 목록을 제공하여 수업에서 난독증 주제를 제시한다. 그는 이샨을 위로하며 그가 어렸을 때 어떻게 어려움을 겪었는지 이야기한다. 람은 이샨의 튜터가 될 교장의 허가를 얻는다. 점진적인 관리를 통해 그는 난독증 전문가가 개발한 치료 기술을 사용하여 이샨의 읽기 및 쓰기 향상을 위해 노력한다. 결국 이샨의 태도와 성적이 모두 향상된다. 어느 날 난디키쇼어는 학교를 방문하여 람에게 자신과 마야가 난독증에 대해 읽고 상태를 이해했다고 말한다. 람은 이샨이 이해하는 것보다 더 필요한 것은 누군가가 그를 사랑하는 것이라고 언급한다. 난디키쇼어 밖에서 이샨이 보드에서 읽는 것을 본다. 그는 눈물을 흘리며 아들을 마주하지 못하고 떠난다.
학년 말에 람은 예술가 라리타 라즈미가 심사하는 교직원 및 학생들을 위한 예술 및 공예 경연 대회를 조직한다. 이샨의 작품은 그를 승자로 만들고 이샨의 초상화를 그리는 람이 준우승으로 선언된다. 교장은 람이 학교의 영구 미술 교사로 고용되었다고 발표한다. 이샨의 부모는 학교 마지막 날 선생님을 만났을 때 그의 변화에 말문이 막힌다. 감정에 휩싸인 난디키쇼어는 람에게 감사한다. 떠나기 전에 이샨은 그를 안아 높이 들어 올리는 람을 향해 달려간다.

## 캐스팅
- 다실 사페리 - 이샨 아와스티
- 아미르 칸 - 람 니쿰
- 티스카 초프라 - 마야 아와스티
- 비핀 샤르마 - 난드키쇼어 아와스티
- 사체트 엔지니어 - 요한 아와스티
- 타나이 크헤다 - 라잔 도모다란